# ليف كريستين
ليف كريستين (بالنرويجية البوكمول: Liv Kristine Espenæs Krull)‏ هي مغنية ومغنية مؤلفة نرويجية، ولدت في 14 فبراير 1976 في ستافانغر في النرويج.

## وصلات خارجية
- الموقع الرسمي
- ليف كريستين على موقع IMDb (الإنجليزية)
- ليف كريستين على موقع ميوزك برينز (الإنجليزية)
- ليف كريستين على موقع ميوزك برينز (الإنجليزية)
- ليف كريستين على موقع أول ميوزيك (الإنجليزية)
- ليف كريستين على موقع ديسكوغز (الإنجليزية)